# Rudolf Ritter (Maler)
Theodor Rudolf Ritter (* 14. Mai 1881 in Cronenberg; † 16. August 1915 in Grubyczow, Königreich Polen) war ein deutscher Maler und Graphiker. Im Bergischen Land galt er zu seinen Lebzeiten als vielversprechender Maler des deutschen Expressionismus.

## Leben und Wirken
Rudolf Ritter wurde als Sohn eines aus Bremen stammenden Handwerksmeisters in der Bürgermeisterei Kronenberg geboren. Die Heimat seiner Mutter war das Bergische Land. In seinem achten Lebensjahr starb sein Vater nach nur kurzer Krankheit. Seine Mutter zog nach Elberfeld und heiratete nochmals. Für den von frühester Jugend an naturverbundenen Ritter war der Umzug in die Großstadt und die damit einhergehende Trennung von der Natur ein gravierender Einschnitt.
Bereits während der ersten Schuljahre zeigte sich seine künstlerische Begabung, insbesondere für das Zeichnen. Er absolvierte zunächst eine Ausbildung zum Bautechniker. Durch einen Gönner wurde ihm der Besuch der Kunstgewerbeschule ermöglicht. Während dieser Zeit in den Jahren zwischen 1902 und 1905 entstand eine große Anzahl von Landschaftszeichnungen sowie von Zeichnungen und Skizzen malerisch wirkender, schieferbeschlagener bergischer Häuser. Er skizzierte und malte auch häufig im Armenviertel Elberfelds, dem sogenannten „Island“ (auch An der Fuhr). Es wurden zehn Ansichtspostkarten von Alt-Elberfeld nach Originalmotiven von Ritter vom Rheinischen Verein für Denkmalpflege und Heimatschutz herausgegeben. Ritter war einer der ersten Mitglieder der Bergischen Kunstgenossenschaft.

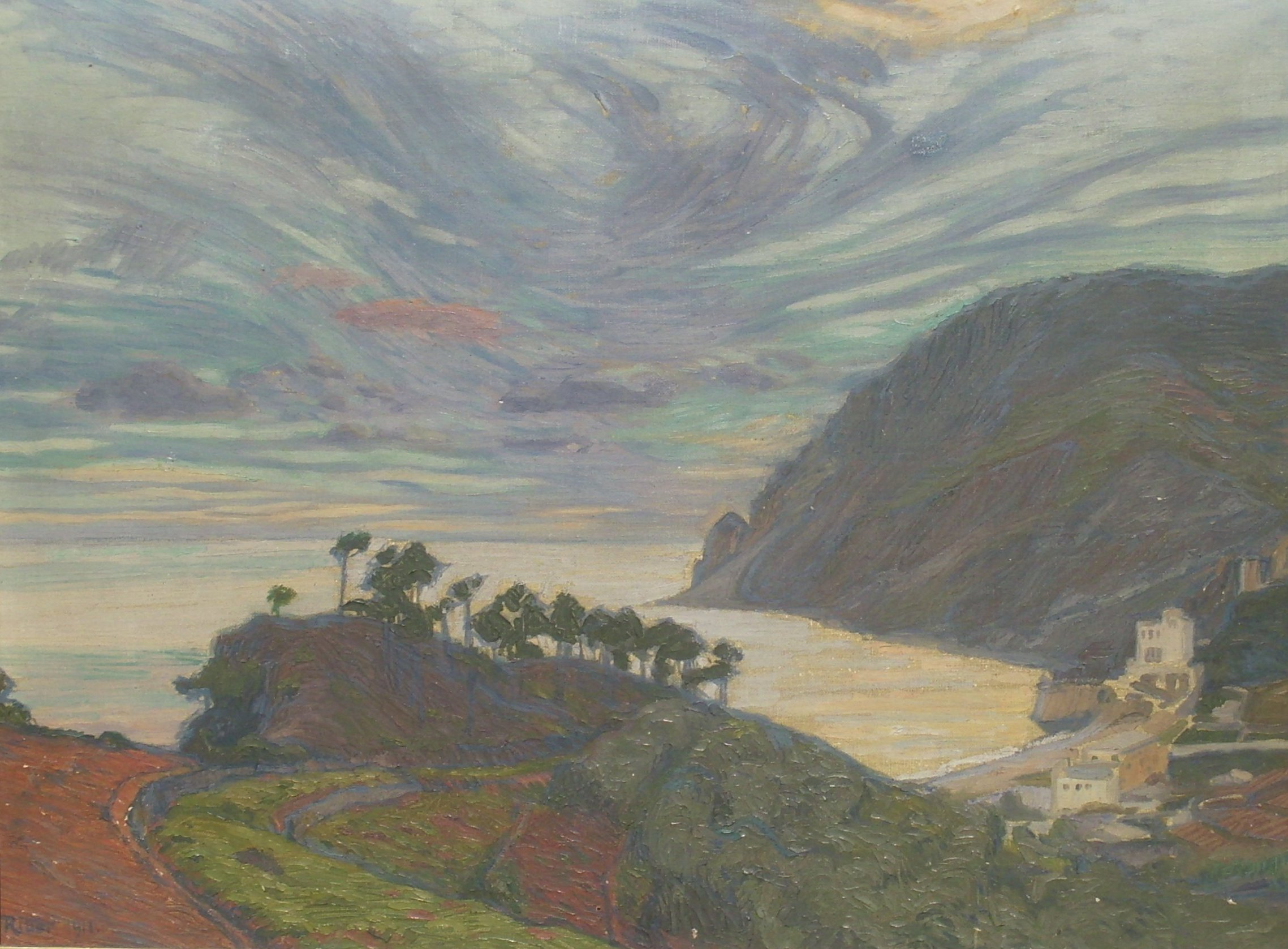
Monterosso, 1911

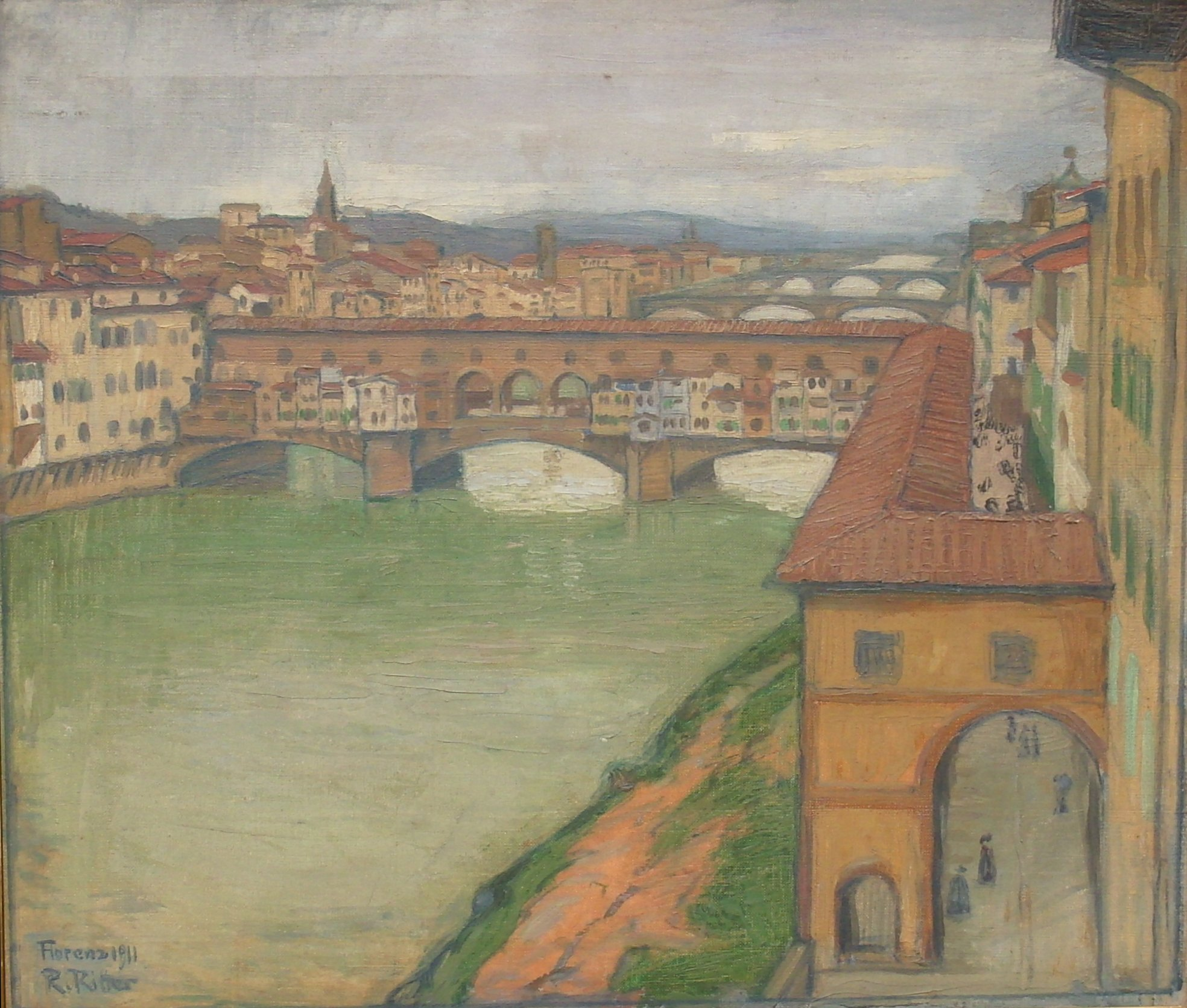
Florenz, 1911

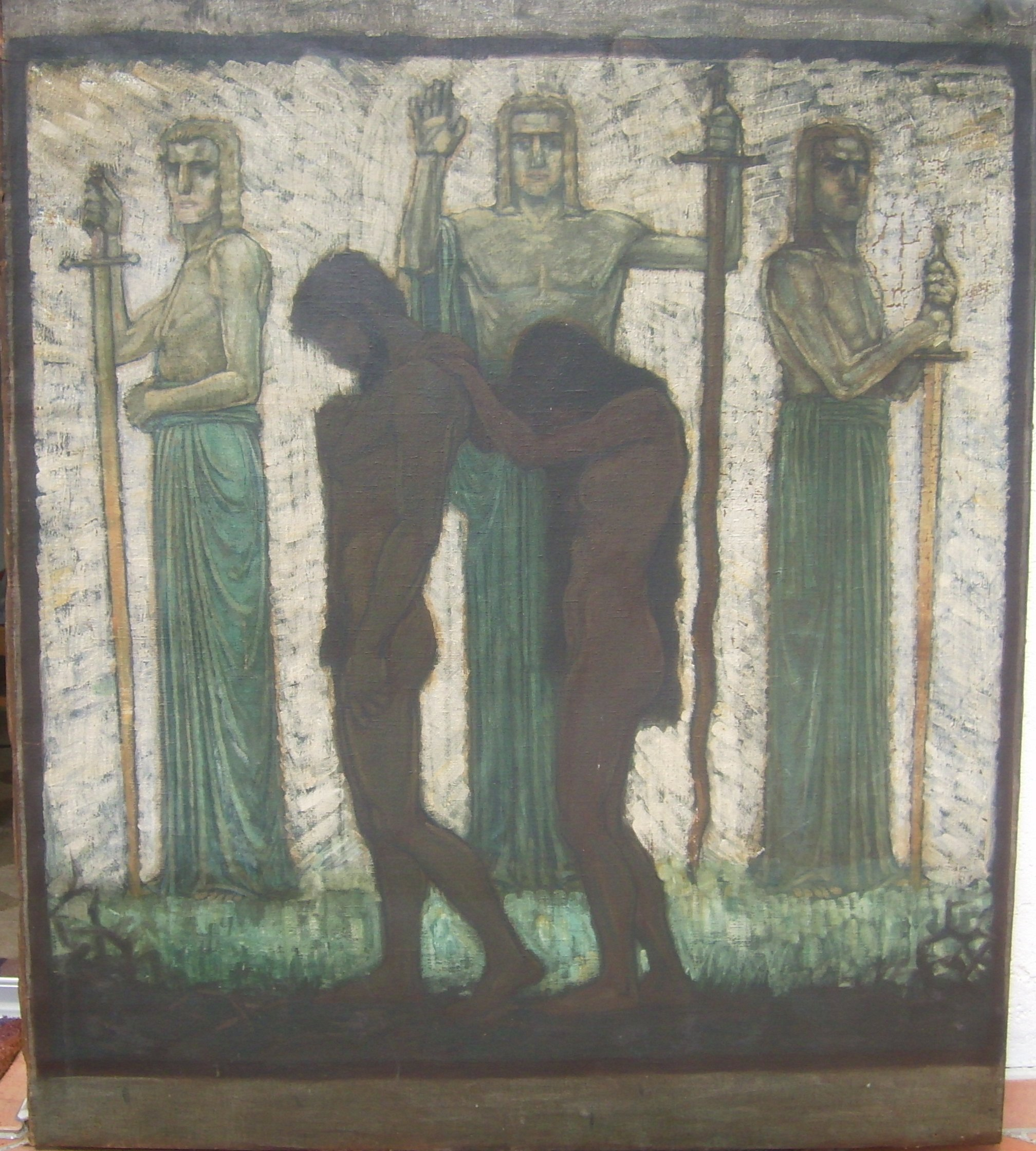
Vertreibung aus dem Paradies

Der Elberfelder Museumsverein förderte den Einundzwanzigjährigen mit einem Stipendium für den Besuch der Kunstakademien in Karlsruhe und München. Dort war er Schüler von Max Bernuth, Wilhelm Trübner, Ludwig Schmid-Reutte bzw. Meisterschüler von Franz von Stuck. Er stand in Verbindung zu den Malern des Blauen Reiters. Es folgte ein Studienaufenthalt in Italien von 1910 bis 1912.
Ritter meldete sich zu Beginn des Ersten Weltkriegs freiwillig zum Kriegsdienst, war aber aus gesundheitlichen Gründen nicht kriegsdiensttauglich, und kam daher Anfang 1915 als freiwilliger Krankenpfleger zum Einsatz. Sein letztes Werk, ein großes figürliches Wandbild, schuf er innerhalb von vier Tagen in der Stadt Radymno. Während seines Einsatz an der Ostfront erkrankte er bei seinem Dienst im Seuchenlazarett an Cholera und verstarb eine Woche später, am 16. August 1915 im polnischen Grubyczow. Er wurde noch am selben Tag auf dem Kriegsfriedhof in Grubyczow beerdigt.

## Werk und öffentliche Wahrnehmung
Ritter schuf vor allem Gemälde, Zeichnungen und Radierungen. Bekannt wurde er zunächst durch seine Bilder vom alten Elberfeld, die teilweise auch als Ansichtskarten erschienen. Sein großes Vorbild war der Maler Hans von Marées. Ritter schrieb darüber in einem Brief: „Besonders interessiert haben mich die Handzeichnungen von Mareés, weil ich immer mehr eindringe in den Fluss der Linien in seinen Kompositionen, was bei Mareés oft sehr fein ist.“ Bedeutsam waren für ihn zudem alte Meister wie Thoma, Cranach und Holbein sowie Wilhelm Steinhausen, den er in Frankfurt besuchte und beim Radieren beobachtete. Stilistisch zeigte sich in der Entwicklung von Ritters Werken auch eine Nähe zum Jugendstil und zu den Malern Ferdinand Hodler und Heinrich Vogeler sowie ein Herantasten an den Expressionismus.

In der Zeit von 1912 bis 1915 schuf Ritter seine reifsten Werke. Er war in seinem Ringen um sein Werk durch Höhen und Tiefen gegangen und durch seinen frühen Tod als Maler unvollendet geblieben. Viele seiner Bilder hatten religiöse und mystische Motive zum Gegenstand und zeigten am Vorabend des Ersten Weltkrieges eine dunkle düstere Farbgebung. Die Anthroposophie stiftete ihm als tiefreligiösem und von Rudolf Steiner beeindrucktem Menschen in seinem künstlerischen Streben Orientierung. Im Juni 1914 hatte er in Dornach das entstehende erste Goetheanum besucht. Ein Gemälde aus dem Jahre 1912 enthält auf dem Mauerwerk eines Tores zum Licht die Inschrift: „Des Lichtes wechselnd Weben erstrahlet von Mensch zu Mensch zu füllen die Welt mit Wahrheit“ aus den Mysteriendramen Rudolf Steiners.
„Es war das faustische Streben in ihm, die letzte formale Geschlossenheit zu finden, deren Notwendigkeit er für die Bändigung seines stark romantischen Talentes als dringend empfand. Wegweisend ist ihm dabei auch die starke Kunst der alten Griechen, die er leidenschaftlich liebt. ‚Ich sehe nicht das Malerische, sondern das Architektonische in Form und Farbe. Dabei habe ich viel mehr Interesse für die griechischen Vasenmalereien als für das Licht- und Luft-malen der Modernen.’ Er findet auf diesem Wege die Bändigung seiner weit schweifenden Phantasie, die sich von Hunderten von Bildern bedrängt fühlt, die ‚alle gemalt sein wollen‘.“

„Wenn man Ritters große Kompositionen sieht oder wenn man sein Selbstbildnis betrachtet, so könnte man wohl meinen, dass eine gewisse Weltmüdigkeit ihm die Flucht in jene Phantasiegefilde angeraten habe, die in seinen Bildern dargestellt werden und die ihren stärksten Ausdruck wohl in dem großen Gemälde ‚Du bist Orplid mein Land!‘ zu haben scheinen. Aber Ritter liebte das Leben, wie es jeder Künstler liebt, der die Kraft in sich fühlt, es schöpferisch zu gestalten. Was er zuletzt in unablässigem Ringen und trotz aller sich wiederholenden künstlerischen Niederlagen erstrebte, war die Auflösung der Spannungen in einer paradiesischen Zeitlosigkeit, in einem wundervoll an Gott-Natur hingegeben Spiel des Menschen.“
1915 stand Ritter kurz davor, über das Bergische Land hinaus ein berühmter Maler zu werden. Das Städtische Museum Elberfeld hatte eine Anzahl von Studien und Radierungen sowie ein größeres Werk Die Austreibung aus dem Paradiese erworben. Er wurde u. a. beschrieben als bodenständiger, tief in der Natur des bergischen Landes verwurzelter Heimatkünstler, den „man schlechthin den Maler der bergischen Landschaft nennen kann“ sowie als Künstler von überragender Gestaltungsgabe und als „Maler des Rhythmus und der Linie“, dessen „figürliche Kompositionen große monumentale Wirkung zeigen“.
„Der Kunsthistoriker und Direktor des Städtischen Museums Elberfeld, Friedrich Fries bemerkte in seinem Nachruf: ‚Was zurück blieb, sind kostbare Ansätze zu höchsten Äußerungen, sind Einblicke in eine fast überreif gestaltende Phantasie, in ein tiefes und unablässig tätiges Geistesleben, getragen von hoher und edler Gesinnung.‘ Auch Italien, das Sehnsuchtsland aller Maler, dessen frühe Kraft er leidenschaftlich umfasste in mehrjährigem Studium, konnte ihm die letzte Offenbarung nicht geben. Als wertvollste Erkenntnis brachte er von allem Streifen durch die Welt das Wissen in die Heimat mit, dass die ständige Naturnähe notwendig ist, um alle Kraft gesund zu erhalten: ‚Ich muss aufs Land, um in aller Stille Auge in Auge mit der Natur zu leben. Denn wer die Jahrhunderte mit ihren besten Werken vor sich ausgebreitet sieht und sie anschaut wie einer, der auch etwas schaffen will, der wird ganz klein.‘ Es ist die Erkenntnis des deutschen Malers Dürer, wenn er in seinem Tagebuch schreibt: ‚Ich meine, ich müsste das, was mir vorschwebt aus der Natur selbständig herausfinden und nicht durch irgendeine Manier übernehmen und damit die Natur anzuschauen.‘“
Das Städtische Museum Elberfeld hatte das größere Gemälde Die Vertreibung aus dem Paradies erworben und im Foyer aufgehängt. Bei der Bombardierung Elberfelds im Zweiten Weltkrieg fiel es den Flammen zum Opfer. Nach und nach geriet der Künstler in Vergessenheit und ist heute in der Öffentlichkeit ein gänzlich unbekannter Maler. Die Westdeutsche Zeitung würdigte Ritter zu seinem 100. Todestag 2015 mit einem Artikel zu seinem Gedächtnis.
Im Bestand des Von der Heydt-Museums in Elberfeld befinden sich heute zahlreiche Werke Ritters: etwa 20 Gemälde, 26 Zeichnungen und 120 Radierungen.

## Posthume Ausstellungen

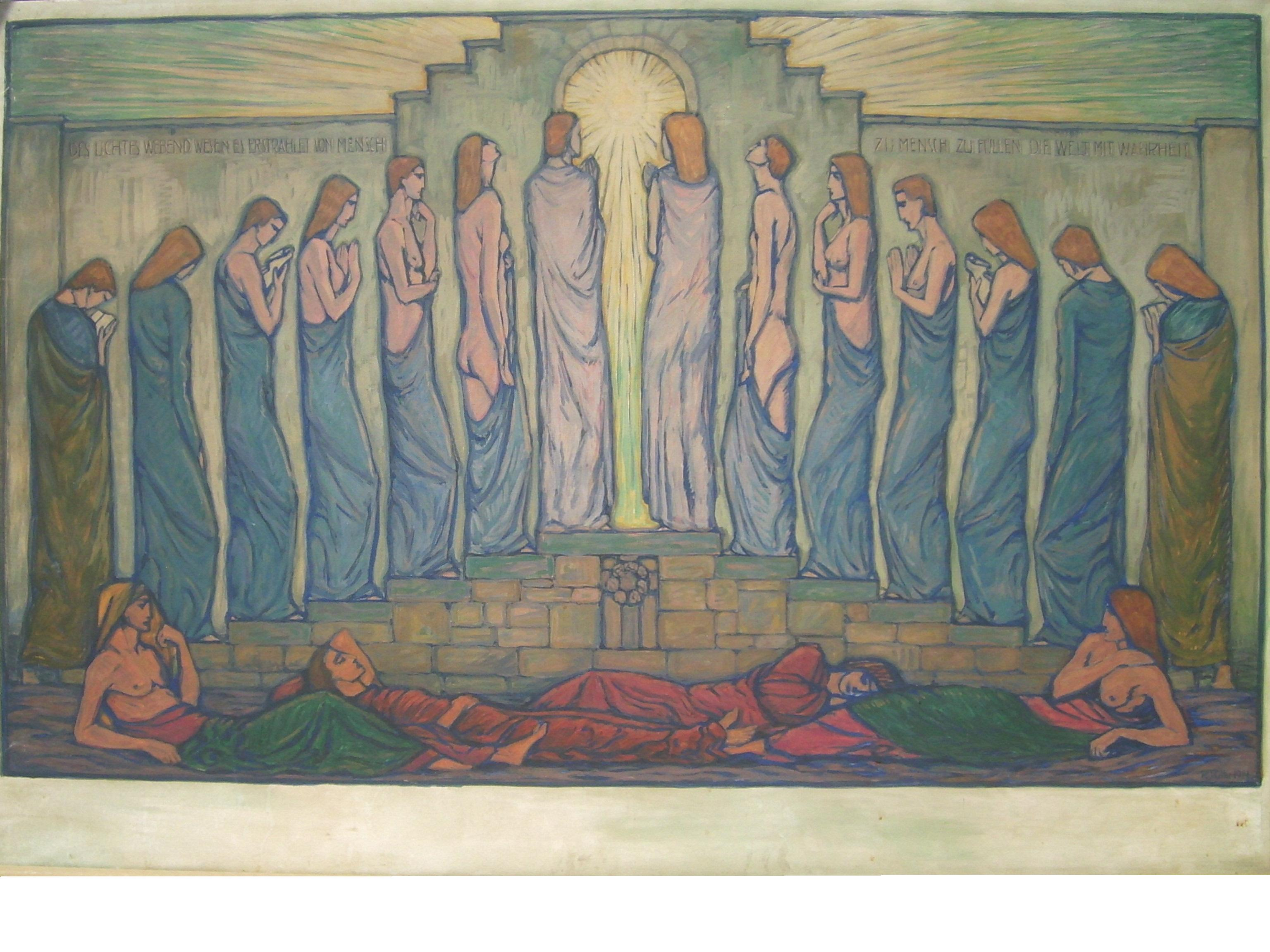
Des Lichtes webend Wesen

- vermutlich Herbst 1915: Gedächtnisausstellung, Kaiser Wilhelm Museum, Elberfeld[2]
- Juli 1936, Ausstellung Ritterscher Werke, Museum Elberfeld
- Februar 2012, Erstausstellung Rudolf Ritter, Pauluskirche, Wangen, Allgäu